# Aeropuerto Internacional Malvinas Argentinas
Aeropuerto Internacional Malvinas Argentinas (IATA: USH, ICAO: SAWH) is een internationale luchthaven in Ushuaia, Argentinië.
De luchthaven, op een schiereiland 4 km ten zuiden van Ushuaia, is een van de meest zuidelijk gelegen luchthavens van de wereld, en de meest zuidelijk gelegen internationale luchthaven. De luchthaven is een knooppunt voor transport van en naar Antarctica, zowel met vliegtuigen als met cruiseschepen die de passagiers die per vliegtuig toekomen, vanuit de haven van de stad verder voeren.
De luchthaven werd geopend in 1995 en vervangt de oude luchthaven van de stad die nog voor sportvliegtuigen wordt gebruikt. De luchthaven heeft een terminal met een oppervlakte van 5.500 m² en drie jetways (vliegtuigslurven) en is ontworpen door de Uruguayaanse architect Carlos Ott. De infrastructuur en landingsbaan laten vliegtuigen tot en met de grootte van een Boeing 747 toe. Afhankelijk van het seizoen wordt de luchthaven veel aangedaan door chartervliegtuigen uit meerdere continenten. Op het einde van de 20e eeuw ontving de luchthaven tot tweemaal toe een Air France Concorde-chartervlucht. In 2006 telde de luchthaven 513.534 passagiers. De vermelding van de Malvinas in de naam is van grote symbolische waarde voor Argentinië die dit als de Argentijnse luchthaven van de Falklandeilanden (Spaans: Islas Malvinas) beschouwt.

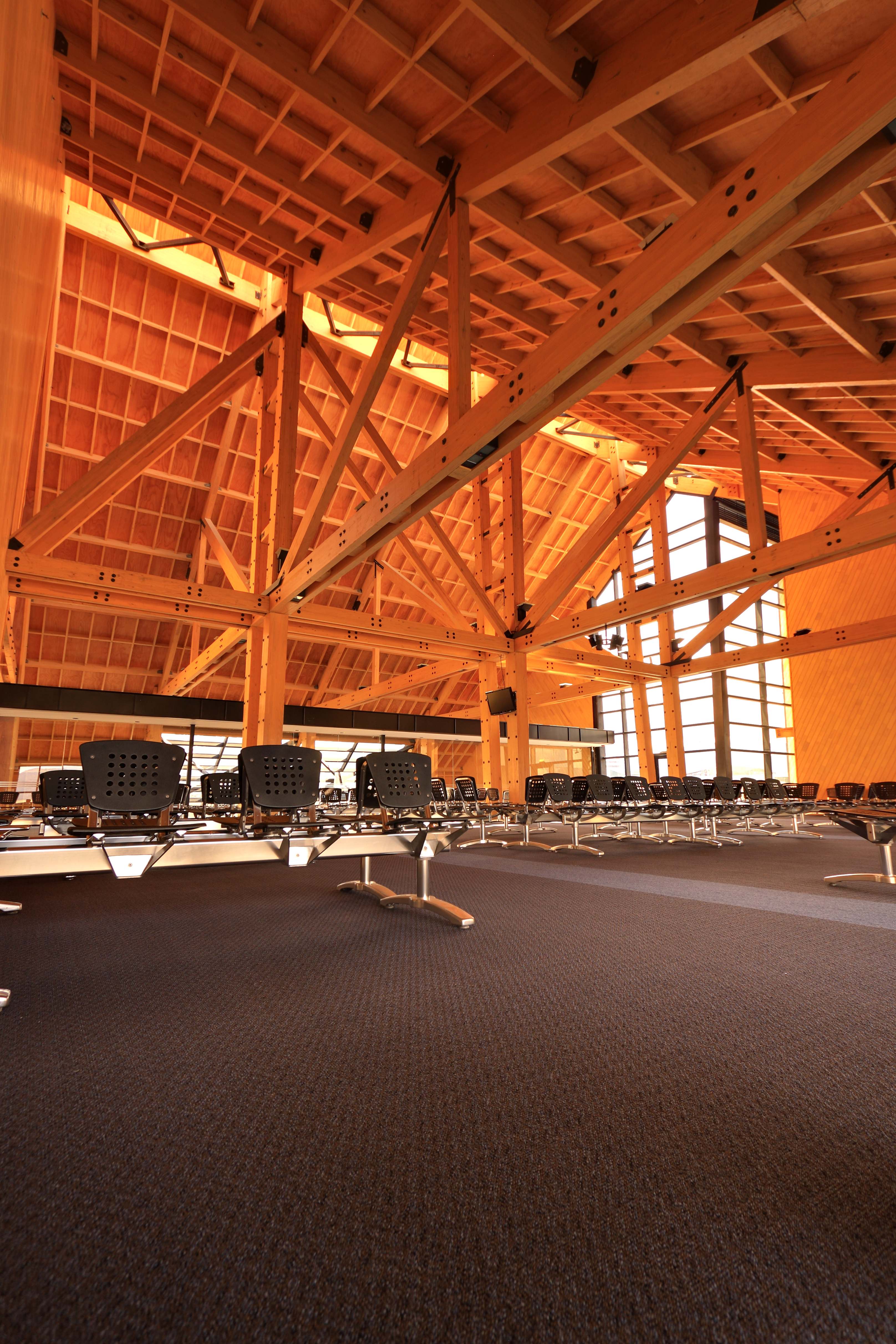
Luchthaventerminal binnenzicht
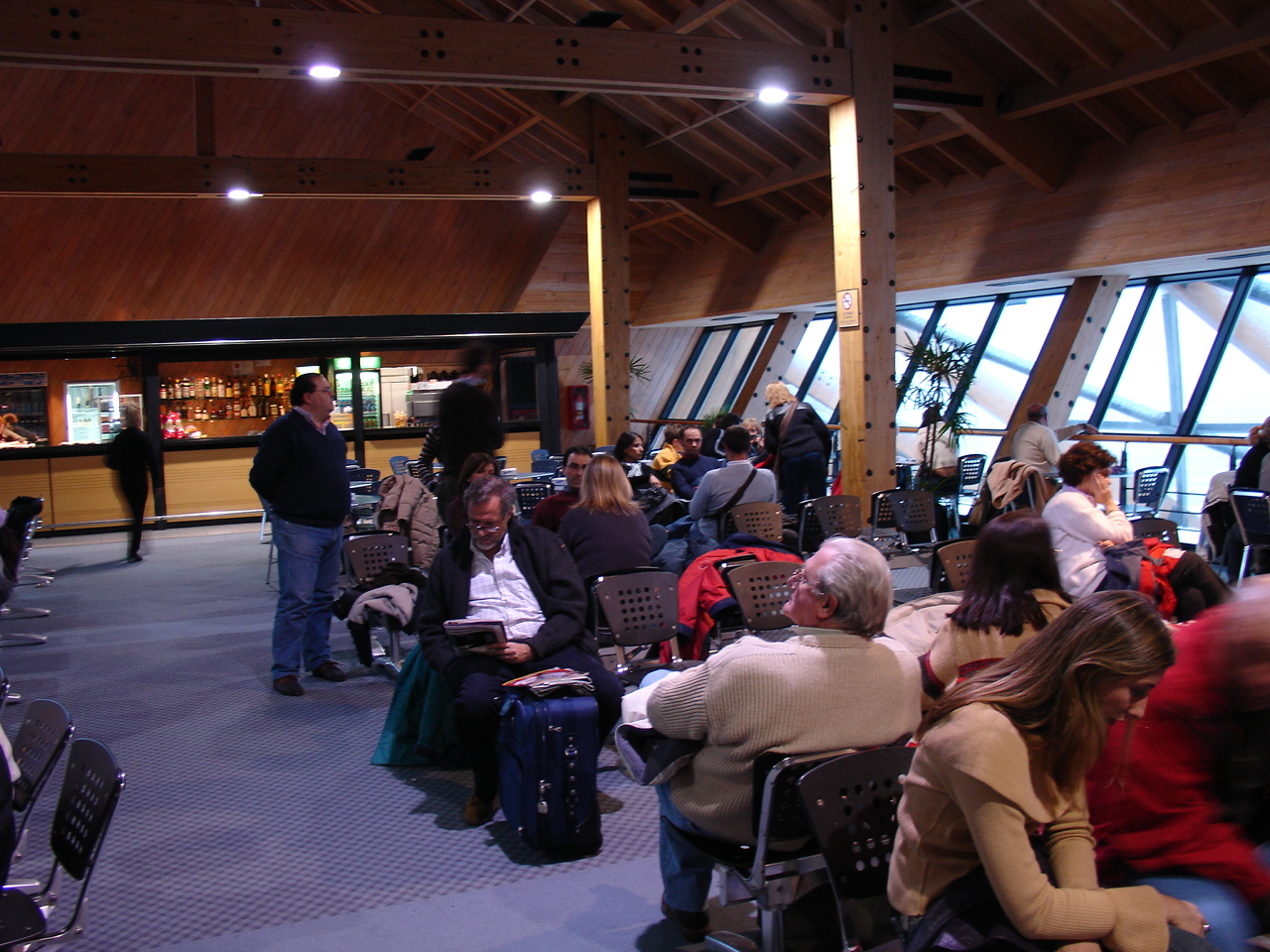
Boarding wachtzaal luchthaven
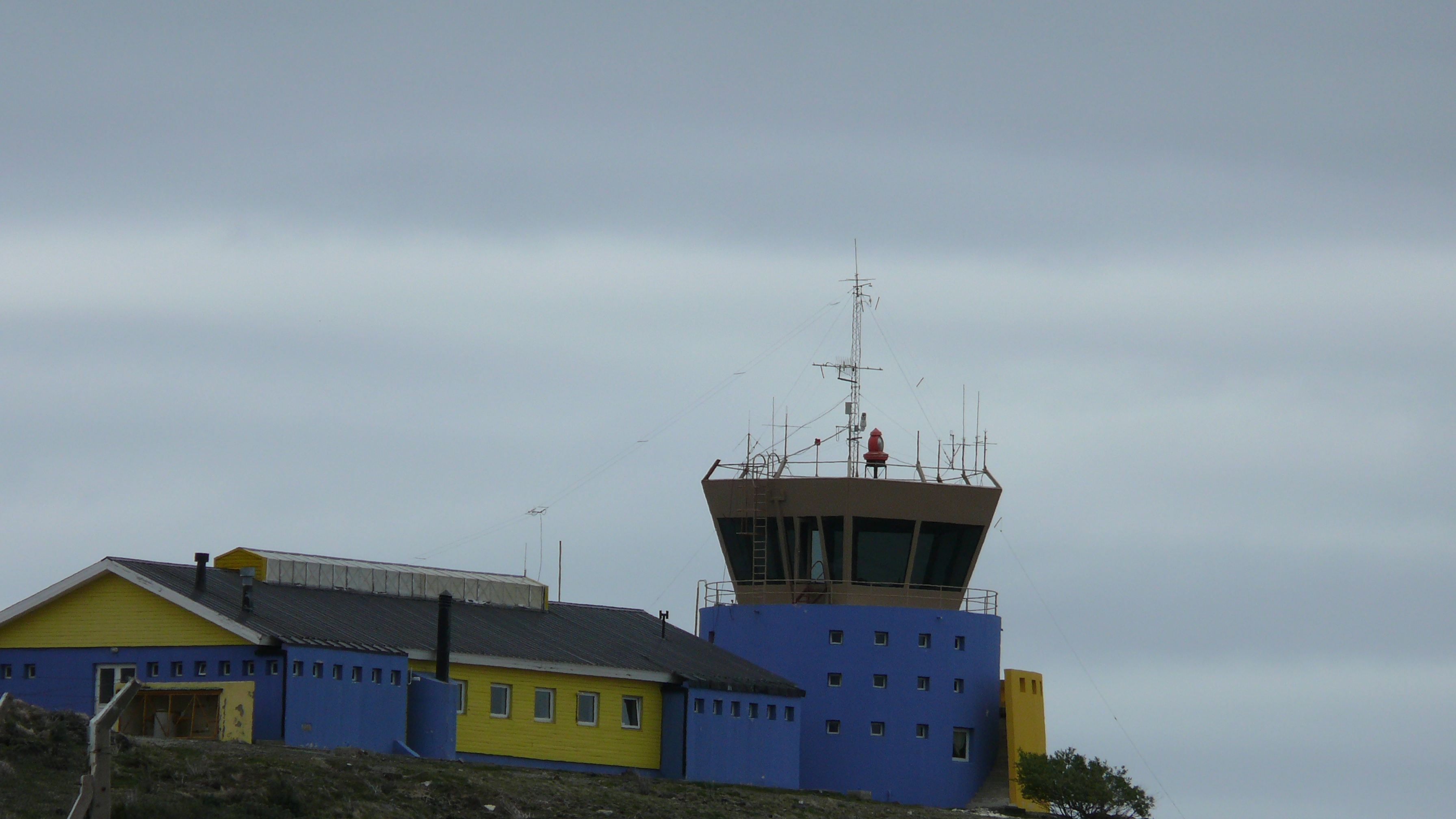
Verkeerstoren
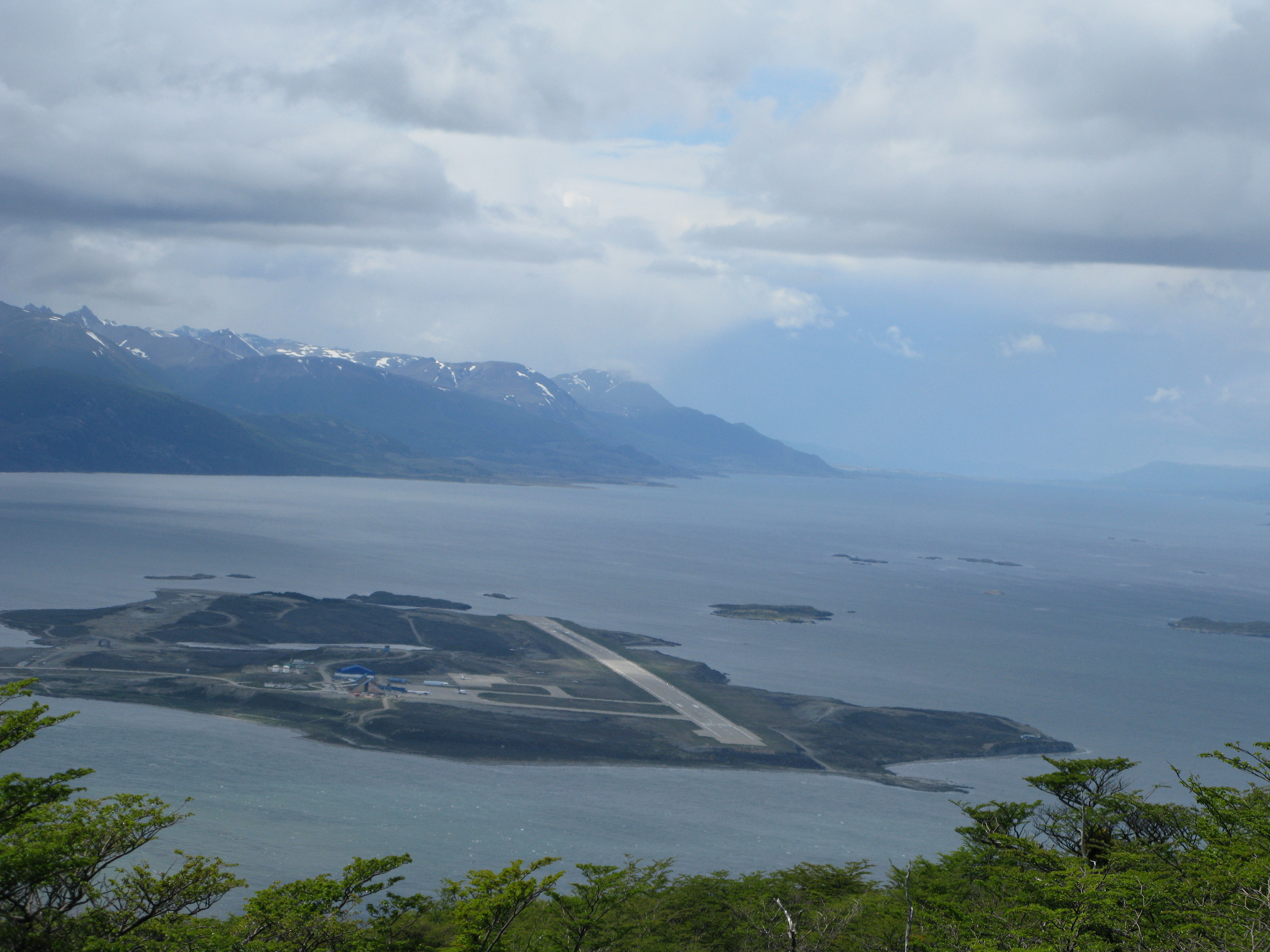
Luchtzicht luchthaven en landingsbaan